# Ігрова залежність
Ігрова залежність (гральна залежність, ігрозалежність, лудома́нія) — розлад поведінки, що полягає в патологічній пристрасті до азартних ігор. У МКХ-10 — F63.0.

## Опис
Особливого поштовху розвитку ігрозалежності надав інтернет. Проблема азартних ігор набула виняткової важливості у зв'язку зі значним розповсюдженням ігрових автоматів, відкриттям безлічі казино. Всі вони оформлені таким чином, що це сприяє посиленню ефекту легкої можливості виграшу за короткий час. Ігрові автомати давно поширені в усьому світі.
У 1970-х роках в Британії виникла проблема низької відвідуваності кінотеатрів, аж до необхідності їхнього закриття, через зростання популярності залів ігрових автоматів. 1996 року в США кількість «проблемних гравців», настільки залежних від ігрових автоматів, що їхнє життя опиняється підпорядкованим цій пристрасті, сягала 5 % населення. Дані інших дослідників свідчать про те, що тільки за першу половину 1990-х років число проблемних гравців зросло в Канаді більш ніж на 7 %.
Азартні ігри є серйозною соціальною проблемою. Проблема посилюється тим, що у процесі гри іноді виникає розслаблення, зняття емоційної напруги, відволікання від неприємностей та проблем, і гра сприймається як приємне проведення часу. На основі цього поступово настає втягування і розвивається залежність. Разом з тим, тривають суперечки — чи є ігрова залежність психологічною залежністю чи більшою мірою однією з форм обсесивно-компульсивного розладу.
За даними дослідження Оксфордського університету щодо ігрових звичок, рівень смертності активних гравців на третину вищий, ніж у середньостатистичної людини. Великі ставки пов'язано із вищою ймовірністю смерті в однаковій мірі як серед чоловіків, так і жінок, незалежно від віку. Дослідники провели аналіз банківських даних 100 тис. британців за 2012—2018 рік. Середній показник витрат завзятих гравців склав 1345 фунтів щороку проти 125 фунтів серед нерегулярних гравців.

## Вплив на різні категорії гравців

### Підлітки
Дослідження показують, що люди віком 16-17 років, які беруть участь у азартних іграх, із більшою ймовірністю стикаються з залежністю від ігор у зрілому віці, ніж такі, що у підлітковому віці не грали. Згідно з дослідженнями, чим більше лотерейних квитків і скретч-карт купували гравці в підлітковому віці, тим більше вони страждали від проблем з азартними іграми надалі.
Допустимий вік для участі в онлайнових азартних іграх у Великій Британії складає 18 років, при цьому підлітки віком 16-17 років можуть брати участь в лотереях через онлайн-додатки та ігри Національної лотереї Великої Британії, законом дозволяється витрачати до £350 щотижня. Користуючись цією прогалиною в законі, Національна лотерея Британії використовує онлайн-рекламу для залучення підлітків до азартних ігор.
2020 року в Британії було відкрито першу в світі дитячу клініку для людей з ігровою залежністю. За оцінками уряду, 55 тис. британських підлітків віком 11-16 років мають залежність від азартних ігор.

### Жінки
Чоловіки та жінки мають різні мотиви, через які з'являється пристрасть до азартних ігор. За даними Ліз Картер, провідного терапевта Британії, що спеціалізується на проблемах з ігровою залежністю серед жінок, чоловіки грають в азартні ігри, щоб виграти гроші та отримати увагу, натомість, жінки зазвичай грають, щоб «втекти від реальності». Прості й циклічні ігри на кшталт ігрових автоматів та бінго, у певному сенсі нагадують медитацію.
Є благодійні організації, що опікуються й допомагають боротися з лудоманією саме жінкам. Так, у Великій Британії одні з них це: GamCare, Gamblers Anonymous і Gordon Moody Association.
За статистикою благодійної організації GamCare, за 2019—2020 рік кількість жінок, що заявляли про проблеми з азартними іграми, виросла більш ніж на 30 %, а це вдвічі більше за кількість чоловіків за той же період.
При цьому, за даними Національної гарячої лінії з азартних ігор Британії, 99 % дзвінків щодо можливої залежності роблять саме чоловіки.

## Симптоми
Переважна більшість проблемних гравців не визнають своєї залежності, відмовляючись звертатися за допомогою. В такому випадку, члени їхніх сімей можуть першими виявити проблему, мотивуючи партнера звернутися за допомогою. Дослідники вказують на хронічне занепокоєння, виснаження та підвищену конфліктність як основні прояви лудоманії.
Виявлення симптомів людьми з оточення є важливим з огляду на те, що більшість проблемних гравців шукає допомоги лише тоді, коли вони вже заподіяли значної шкоди фінансам, стосункам, репутації та роботі. Існує ряд ознак, які є характерними для азартних ігор, що є проявом залежності. До основних ознак належать:
- Постійна залученість, збільшення часу, проведеного в грі.
- Зміна інтересів, постійні думки про гру, переживання та уява ситуацій, що стосуються гри.
- «Втрата контролю», що виражається в нездатності припиняти гру, як після великого виграшу, так і після постійних програшів.
- Стан психологічного дискомфорту, роздратування, занепокоєння, що розвивається через порівняно короткі проміжки часу.
- Поступове збільшення частоти участі у грі, прагнення до вищого ризику.
- Періодично виникає стан напруги, що супроводжуються ігровим «драйвом».
- Швидко наростальне зниження здатності чинити опір спокусі. Це виражається в тому, що, вирішивши раз і назавжди «зав'язати», при найменшій провокації (зустріч зі старими знайомими, розмова на тему гри, наявність поруч грального закладу тощо) ігрова залежність поновлюється.

## Класифікація в США

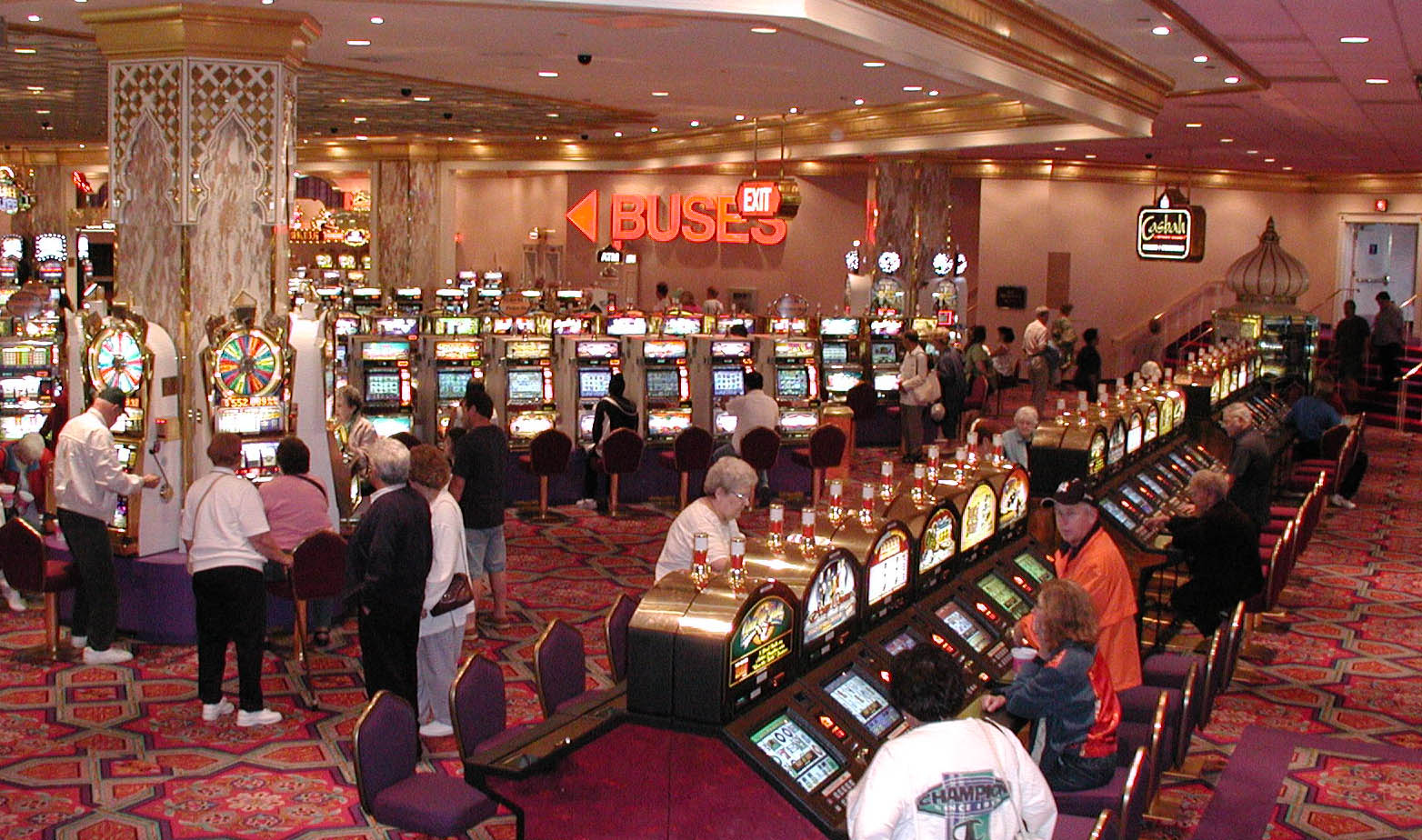
Ігрові автомати та казино

В американській класифікації психічних розладів діагноз патологічної ігрової залежності ставиться при наявності п'яти і більше пунктів з цього списку:
- Повністю в грі, наприклад, постійно повертається в думках до минулого досвіду ігор, навмисно відмовляється від гри або, навпаки, смакує і готується до реалізації чергової можливості зіграти, або обмірковує спосіб дістати кошти для цього.
- Продовжує гру і підвищує ставки, щоб досягти бажаної гостроти відчуттів.
- Робив неодноразові, але безуспішні спроби контролювати свою пристрасть до гри, грати менше або зовсім припинити.
- Проявляє занепокоєння і дратівливість при спробі грати менше або зовсім відмовитися від гри.
- Грає, щоб втекти від проблем або зняти дискомфорт (зокрема, відчуття безпорадності, провини, тривогу, депресію).
- Повертається до гри на наступний день після програшу, щоб відігратися (думка про програш не дає спокою).
- Бреше сім'ї, лікарю та іншим людям, щоб приховати ступінь того, наскільки втягнутий у гру.
- Здійснював кримінальні злочини — такі, як фальсифікація, шахрайство, крадіжка, привласнення чужого майна з метою забезпечення засобів для участі в грі.
- Ставить під загрозу і навіть готовий повністю порвати стосунки з близькими людьми, кинути роботу або навчання, відмовитися від перспективи кар'єрного зростання.
- У ситуації відсутності грошей через гру перекладає вирішення проблем на інших людей.

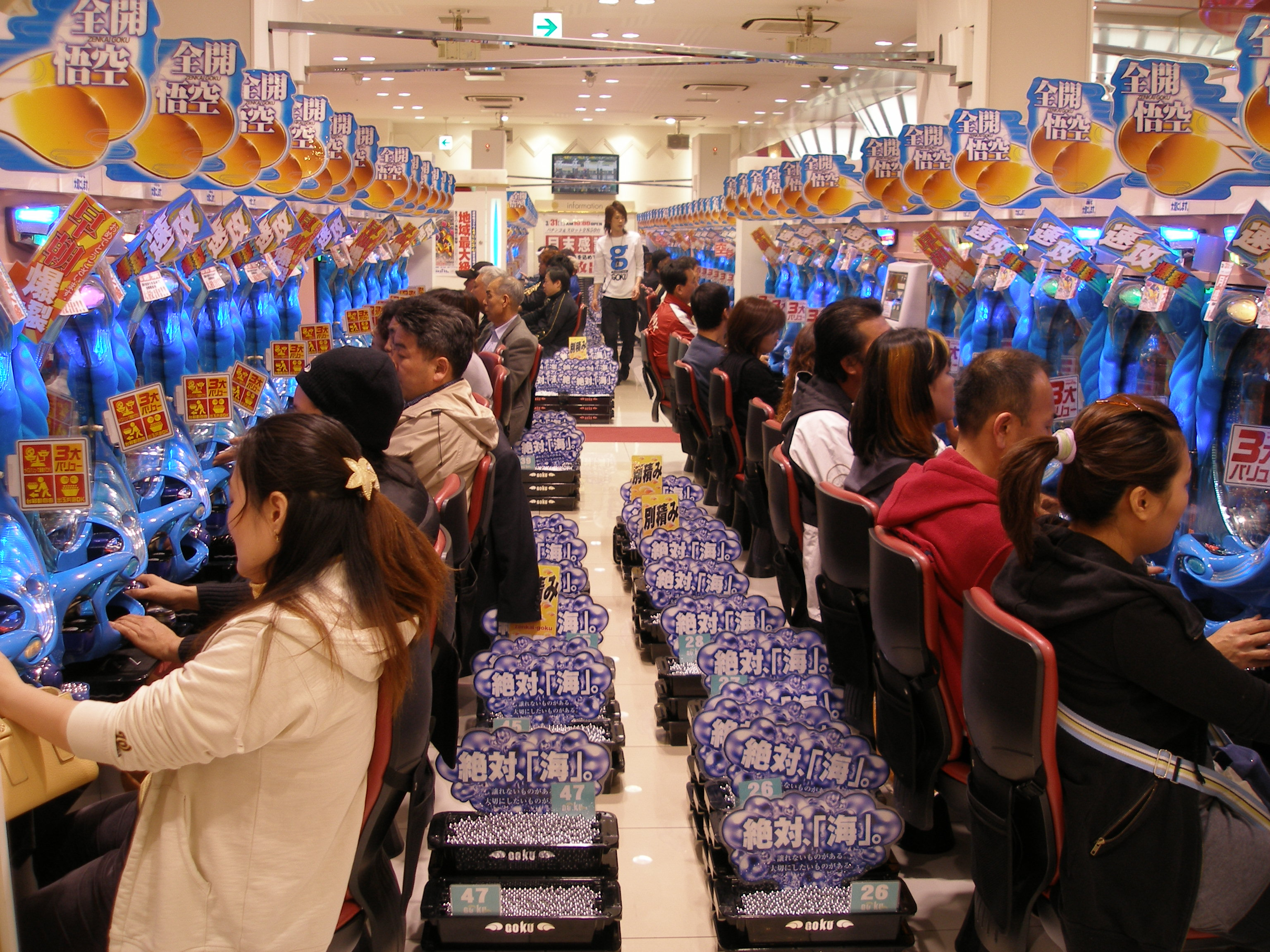
Нав'язлива відданість ігровим автоматам лежить в основі азартних ігор

При цьому ігрова поведінка лудомана не пов'язана з маніакальним епізодом.
Більшість дослідників вказує на втрату контролю над власною поведінкою, причому це стосується всіх варіантів гри — від гри на тоталізаторі до ігрових автоматів. Австралійські дослідники виділяють три підгрупи проблемних гравців:
- з порушенням поведінки;
- емоційно нестійкі;
- антисоціальні гравці, схильні до імпульсивних вчинків (тим самим підкреслюють неоднорідність групи залежних)[19].

Хоча хвороблива пристрасть до азартних ігор частіше спостерігається у чоловіків, у жінок ця залежність приймає важчі форми. Жінки втягуються в небезпечне захоплення втричі швидше і важче піддаються психотерапії. На відміну від чоловіків, жінки підпадають під залежність від азартних ігор в зрілішому віці, і з інших причин. Найпоширеніша з них — це особисті проблеми від яких вони намагаються піти в гру.
Найчастіше це відбувається у віці 21—55 років, і в 1—4 % випадків пристрасть набуває таких форм, при яких необхідна допомога психіатра. Кожен третій патологічний гравець — це жінка. Порівняльне дослідження 70 проблемних гравців-чоловіків і 70 гравців-жінок показало більш поетапний розвиток залежності у жінок за стадіями: соціальна ігрова залежність; інтенсивна ігрова залежність; проблемна ігрова залежність. Статеві відмінності між чоловіками і жінками полягали також у тому, що ігрову залежність в жінок частіше супроводжував депресивний розлад, а у чоловіків — алкоголізм.
Слід зазначити, що особи, які беруть участь у грі, порівняно часто зловживають алкоголем та іншими психоактивними речовинами, тобто включаються до комбінованої форми залежності. Для «гравців» типові труднощі міжособистісних відносин, часті розлучення, порушення трудової дисципліни, часта зміна роботи.

## Фактори появи ігрової залежності
- неправильне виховання у сім'ї (тиск на дитину)
- участь у грі батьків, знайомих (має велике значення на початковому етапі)
- прагнення брати участь у грі з дитинства (карти, доміно)
- переоцінка значення матеріальних цінностей (можливо найголовніший фактор)
- увага на фінансових можливостях
- заздрість багатшим людям
- переконання в тому, що все можна вирішити за допомогою грошей

Американський дослідник А. Пастернак, в свою чергу, як фактори ризику виділяє:
- приналежність до етнічної меншості
- відсутність сімейного статусу
- депресію
- також різні варіанти хімічної залежності.

На думку біологів із Університету Кентуккі, частина тварин має певний біологічний механізм, який говорить про ігроманію. Наприклад, голуби віддають перевагу нерегулярній, але великій за кількістю їжі, попри те, що невелика кількість регулярної їжі в цілому на 50 % більше випадкових виграшів.

## Стадії розвитку

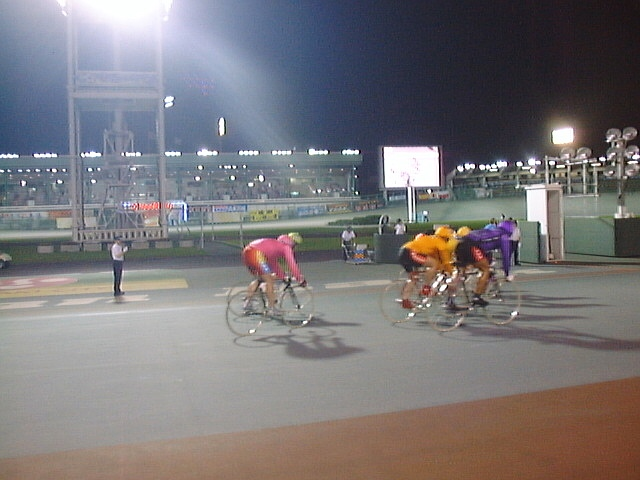
У Японії популярними є ставки на різноманітні спортивні змагання

Р. Кастер виділив три стадії ігрової залежності:
1. стадія виграшів,
2. стадія програшів,
3. стадія розчарування.

Стадія виграшів представлена такими ознаками: випадкова гра, часті виграші, уява передує і супроводжує гру, частіші випадки гри (приймання парі), збільшення розміру ставок, фантазії про гру, дуже великий виграш, безпричинний оптимізм. Для стадії програшів характерні: гра на самоті, хвастощі виграшами, роздуми тільки про гру, епізоди програшів, які затягуються, нездатність зупинити гру, брехня і приховування від друзів своєї проблеми, зменшення турботи про сім'ю або дружину, зменшення робочого часу на користь гри, відмова платити борги, зміна особистості — дратівливість, стомлюваність, нетовариськість, важка емоційна аура будинку (помешкання), позичання грошей на гру, дуже великі борги, створені як законними, так і незаконними способами, нездатність оплатити борги, відчайдушні спроби припинити грати.
Ознаками стадії розчарування є: втрата професійної та особистої репутації; значне збільшення часу, проведеного за грою, і розміру ставок; віддалення від сім'ї і друзів; докори совісті; каяття; ненависть до інших; паніка; незаконні дії; безнадійність; думки про самогубство; арешт; розлучення; зловживання алкоголем; емоційні порушення; закриття у собі.

## Розвиток фаз
В. В. Зайцев і А. Ф. Шайдуліна (2003) описали розвиток фаз і поведінку пацієнтів, що складають так званий ігровий цикл, розуміння якого важливо для формування психотерапевтичних завдань при роботі з проблемними гравцями.
1. Фаза стриманості характеризується стриманістю від гри через відсутність грошей, тиску мікросоціального оточення, пригніченістю, викликаною черговою ігровою невдачею.
2. Фаза «автоматичних фантазій», коли частішають спонтанні фантазії про гру. Ігроман прокручує у своїй уяві стан азарту і передчуття виграшу, витісняє епізоди програшів. Фантазії виникають спонтанно або під впливом непрямих стимулів.
3. Фаза наростання емоційного напруження. Залежно від індивідуальних особливостей виникає тужливо-пригнічений настрій, або відзначаються дратівливість, тривога. Іноді цей настрій супроводжується посиленням фантазій про гру. У ряді випадків цей настрій сприймається пацієнтом, як беззмістовний і навіть спрямований в бік від гри. Заміщується підвищенням сексуального потягу, інтелектуальними навантаженнями.
4. Фаза прийняття рішення грати. Рішення приходить двома шляхами. Перший з них полягає в тому, що пацієнт під впливом фантазій в «телеграфному стилі» планує спосіб реалізації свого бажання. Це «дуже ймовірний для виграшу», на думку ігромана, варіант ігрового поведінки. Характерний для переходу першій стадії захворювання в другу. Інший варіант — рішення грати приходить відразу після ігрового епізоду. У його основі лежить ірраціональне переконання в необхідності відігратися. Цей механізм характерний для другої і третьої стадій захворювання.
5. Фаза витіснення прийнятого рішення. Інтенсивність усвідомлюваного хворим бажання грати зменшується, і виникає «ілюзія контролю» над своєю поведінкою. В цей час може покращитися економічний і соціальний статус гравця. Поєднання цих умов призводить до того, що пацієнт без усвідомлюваного ризику йде назустріч обставинам, що провокує ігровий зрив (велика сума грошей на руках, прийом алкоголю, спроба зіграти для відпочинку тощо).
6. Фаза реалізації прийнятого рішення. Для неї характерно виражене емоційне збудження та інтенсивні фантазії про майбутню гру. Часто ігромани описують цей стан як «транс», «стаєш як зомбі». Попри те, що у свідомості пацієнта ще виникають конструктивні заперечення, вони тут же відкидаються ірраціональним мисленням. У гравця домінують хибні уявлення про можливості контролювати себе. Гра не припиняється, поки не програються усі гроші. Потім починається фаза стриманості і починається новий цикл.

## Помилки мислення
В. В. Зайцев і А. Ф. Шайдуліна (2003) приділяють особливу увагу так званим «помилкам мислення», які формують ірраціональні установки ігроманів. Помилки мислення бувають стратегічними, які зумовлюють загальне позитивне ставлення до своєї залежності, і тактичними, які запускають і підтримують механізм «ігрового трансу».
До стратегічних помилок мислення відносяться наступні внутрішні переконання:
- Гроші вирішують усе, в тому числі проблеми емоцій і відносин із людьми.
- Невпевненість у теперішній ситуації (житті) і очікування успіху внаслідок виграшів, уявлення про можливість знищити життєві невдачі успішною грою.
- Заміна думок про контроль над собою думками і фантазіями про майбутній виграш.

До тактичних помилок відносяться такі помилки:
- Віра в виграшний — фартовий (успішний) день.
- Переконання у тому, що обов'язково має настати переломний момент в грі.
- Уява про те, що повернути борги можна тільки за допомогою гри, тобто відіграти.
- Емоціональний зв'язок тільки із останнім ігровим епізодом, коли ігроман обіцяє сам собі більше ніколи не грати.
- Переконання у тому, що доведеться грати лише на частину грошей (в наявності).
- Сприйняття грошей під час гри як фішок або цифр на екрані.
- Уява про ставки як про угоди.

## Епідемія ігроманії
У зв'язку з повсюдним розповсюдженням гральних автоматів і відсутністю контролю, зокрема, вікового, в ігрових залах України серед населення практично у всіх вікових групах почалася своєрідна епідемія ігроманії. Підлітки не опинилися осторонь від неї. В останніх є свої особливості ігрової залежності.
Дослідження особливостей гри серед підліткової популяції в 10.000 чоловік віком 12-13 років з 114 шкіл в Англії та Уельсі показало, що підлітки грають практично в ті ж ігри, що й дорослі. Разом з тим, підлітки надають перевагу ігровим автоматам (англ. fruit machines), а також квиткам національної лотереї. За даними австралійських дослідників, 5 % підлітків можуть бути віднесені до проблемних гравців.
П. Дельфабро і Л. Трапп, розглядаючи соціальні детермінанти, що сприяють виникненню підліткової ігроманії, вказують на факт ігрової залежності серед батьків, а також позитивне ставлення до гри в сім'ї. Говорячи про фактори, що перешкоджають підлітковій ігроманії, дослідники відзначають виховання в сім'ї таких якостей, як уміння зберігати свої гроші, складати і підтримувати бюджет.
Девід Натт заявляє, що залежність від азартних ігор — це не слабовілля. Це розумовий розлад, за рахунок якого живе індустрія гемблінгу. Як тільки гравець пристрастився до гри, йому стає важко зупинитися, бо у мозку відбуваються зміни. Залежність — це мозок, який змінився заради захоплення пристрастю до гри.
2019—2020 року під час пандемії COVID-19 стрес та карантинні обмеження посприяли росту кількості ігрозалежних людей. Лише в Британії в період з березня до липня 2020 року кількість гравців з залежністю, що не можуть впоратися з нею самостійно, та звертаються до психологів, збільшилась втричі (з 30 до 100 людей на день). Зокрема, британське казино Caesars було оштрафовано 2 квітня на 16 млн $ за те, що продовжило дозволяти лудоманам робити ставки під час карантинних обмежень.

## Діагностика та лікування
Ця хвороба є виліковною, проте самостійно впоратися з нею хворий практично не може, йому потрібна допомога фахівців. Єдиний спосіб лікування ігроманії, що відноситься до нехімічних залежностей, — це психотерапія, яка проводиться як індивідуально, так і в групі. Психологи і психіатри покликані допомогти хворому змінити своє ставлення до азартних ігор, вивести його з так званого «ігрового гіпнозу».

### Велика Британія
В липні 2020 року в Британії було створено діагностичний центр «AnonyMind» для лікування гральної залежності. Це онлайн-платформа для допомоги проблемним азартним гравцям з психіатричною оцінкою та виявленням симптомів у гравців, що страждають від гральної залежності.
Найпоширенішим інструментом для виявлення лудоманії є так званий «Азартний екран Саут Оукс» (South Oaks Gambling Screen або SOGS), створений Лесьєром та Блюмом 1987 року в лікарні Саут-Окс у Нью-Йорку. Згодом використання системи зменшилось через низку критики, у тому числі через те, що вона часто видає неправильні результати. Діагностика DSM-IV — це контрольний список психологічних мотивацій, що лежать в основі проблем азартних ігор. Його було створено Американською психіатричною асоціацією. Він складається з десяти критеріїв.
За даними Національної служби з лікування лудоманії Британії, протягом 2019 року лікування в країні пройшли 9008 осіб а це менше 3 % від сумарно зареєстрованої кількості проблемних гравців, яких у Британії налічується від 280 тис. до 1,4 млн. Серед тих, хто пройшов терапію, 45 % мали борг понад 5000 тис. фунтів, були банкрутами або підписали договір про реструктуризацію боргу. В середньому протягом місяця до лікування вони витрачали понад 2 тис. фунтів на ставки. 25 % втратили сім'ю, а 12 % втратили роботу через проблеми з азартними іграми. Незважаючи на покращення стану після терапії, 40 % її учасників пацієнтів все одно залишилися проблемними гравцями.
В Британії діє інструмент самовиключення від участі в азартних іграх Gamstop. Станом на початок 2021 року, ним користувалося 55 тис. британських жінок, що почали все активніше користуватися ним протягом 2020 року. Їхня частка серед інших користувачів виросла з 25 % у березні 2020 до 31 % у грудні.

### Естонія
В грудні 2020 року Міністр з соціальних питань Естонії Танел Кіїк підписав розпорядження щодо виділення 200 тис. євро неурядовій організації MTÜ Gambling Addication Counseling Centre для відстеження проблем з азартними іграми та створення центру для залежних гравців та їхніх родичів.

### Ірландія
2020 року професійна організація психіатрів Ірландії закликала уряд країни заборонити рекламу азартних ігор. Коледж психіатрів Ірландії (CPI) пояснив це зв'язком між рекламою ставок й ігровою залежністю, що постійно зростає серед населення. Окрім заборони реклами азартних ігор, було запропоновано розробити спеціальні методи лікування лудоманії.

### Іспанія
Звіт Міністерства охорони здоров'я Іспанії за 2019—2020 року показав, що 6,7 % опитаних грали в онлайнові азартні ігри протягом року, 2017—2018 року цей показник дорівнював 3,5 %, 2015—2016 — 2,7 %. У наземних казино грали 63,6 % опитаних (60 % 2017—2018 року). Згідно опитувань, 670 тис. іспанців мають схильність до лудоманії, але це теоретичний показник. Протягом 2020 року, кількість іспанців, що додали себе до списків самовиключення, виросло на 12 %, склавши 56 тис. осіб, найбільша кількість (24,5 %) припала на Андалусію.

### КНР
З 2017 року в Шанхаї діє перший в КНР реабілітаційний центр, що займається виключно допомогою у боротьбі з ігровою залежністю. Реабілітація триває 7 днів, учасники мають здати смартфони, натомість отримуючи старі мобільні телефони без доступу до інтернету, щоб вони не могли робити ставки в онлайні. Лікування також включає психологічні курси, поради щодо зміни способу життя, щоб відволіктися від азартних ігор, та освітні заняття, що пояснюють, як діють азартні ігри, щоб заклад завжди отримував прибуток.
До центру щомісяця записується близько 50 лудоманів, за 2017—2020 роки він допоміг більш ніж 10 тис. гравців.

### Швеція
2020 року, під час пандемії COVID-19, Міністерство фінансів Швеції запровадило обмеження на депозити (до 5000 крон) та бонусні пропозиці (100 крон) для онлайн-казино. Це було зроблено задля обмеження росту проблемних азартних ігор на час карантину, коли було закрито всі наземні казино в країні й виріс інтерес гравців до онлайн-казино. Ці обмеження було продовжено до 30 червня 2021 року. Шведська торговельна асоціація онлайн-гемблінгу (BOS) назвала їх нелогічними, очікуючи, що проблемні гравці продовжать грати в неліцензованих казино.

### Україна
2020 року 24 % опитаних українців назвали себе азартними, 17 % опитаних позитивно ставилися до букмекерських компаній та онлайн-казино. Кількість гравців у онлайн-казино збільшилася після часткової легалізації, автори закону про легалізацію грального бізнесу в Україні запропонували створити реєстр лудоманів для допомоги залежним гравцям.
З грудня 2024 року в Україні діє Державний стандарт соціальної послуги соціально-психологічної реабілітації осіб із ігровою залежністю, затверджений Міністерством соціальної політики. Документ регламентував надання соціальних послуг особам з ігровою залежністю.